# Rhizotera dulitensis
Rhizotera dulitensis (лат.) — вид птиц из семейства фазановых. Ранее считался (и нередко до сих пор считается) подвидом Rhizothera longirostris.
Эндемики Борнео. Живут в горных лесах, встречаясь выше Rhizothera longirostris. Вид редок и его не видели с 1937 года. Orenstein et al. (2010) отмечали, что вид может быть под угрозой из-за охоты и деградации мест обитания и ради сохранения нуждается в переоткрытии.

## Описание
Длина тела 30 см. Окрас в основном рыже-коричневый с бледно-серой полосой на груди, длинным чёрным изогнутым клювом и желтыми ногами. Отличаются от Rhizothera longirostris тем, что серая полоса на груди в два раза шире, а нижняя часть тела беловато-охристая, а не ярко-оранжево-охристая.